# سلاح الجو البرتغالي
القوات الجوية البرتغالية (بالإنجليزية: Portuguese Air Force)‏ ،(بالبرتغالية:Portuguese Air Force) ، وترمز "FAP" ، هي قوات جوية برتغالية تأسست في 1 يوليو 1952.

## وصلات خارجية
- Portuguese Air Force, official website
- Portuguese Air Force at Scramble
- 751 Squadron, official 751 Squadron website